# Brynley Francis Roberts
Brynley Francis Roberts, también conocido como Bryn Roberts (Aberdare , 3 de febrero de 1931-agosto de 2023) fue un crítico literario y celtista galés que presidió la Biblioteca Nacional de Gales entre 1988 y 1998.

## Biografía
Roberts ha dedicado gran parte de su vida a escribir sobre temas relacionados con la lengua galesa y a la historia de los celtas. Entre 1968 y 1975 impartió clases de lengua y literatura galesas en la Universidad de Swansea. Entre 1985 y 1994 se desempeñó como bibliotecario en la Biblioteca Nacional de Gales. En 1987 se convirtió en editor del Dictionary of Welsh Biography y, en 1999, del Y Traethodydd (El ensayista).
Roberts fue miembro del consejo de la Honorable Sociedad de Cymmrodorion. También participó en la capilla Morfa en Aberystwyth, formando parte de la iglesia presbiteriana de Gales.

## Obra
- Edward Lhuyd (G.J. Williams Memorial Lecture), University of Wales Press (14 de febrero de 1980)
- Brut Tysilio, University of Wales Press (diciembre de 1980)
- Gerald of Wales (Writers of Wales), University of Wales Press (1982)
- Studies on Middle Welsh Literature, Edwin Mellen Press Ltd. (1992)
- Cyfannu'r rhwyg: Hanes Eglwys Salem Aberystwyth 1893-1988, Capel y Morfa (1995)
- Darlith Goffa Henry Lewis: Cadrawd - Arloeswr Llên Gwerin, Universidad de Swansea (marzo de 1997)
- Ar Drywydd Edward Lhuyd: Darlith Flynyddol Edward Lhuyd, Y Coleg Cymraeg Cenedlaethol y la Sociedad Científica de Gales (octubre de 2013)[5]